# Guarabu
Guarabu é um bairro não-oficial da Ilha do Governador, oficialmente parte do Jardim Carioca, Rio de Janeiro. Nele localizam-se a 37ª delegacia de polícia, o Corpo de Bombeiros da região, uma agência dos Correios, além de um forte comércio.

## História
O bairro nasceu a partir do loteamento Jardim Carioca, e por isso se confunde com o próprio Jardim Carioca. Dessa forma, o Guarabu também é "pai" do bairro Jardim Carioca, onde está localizado o Shopping, de modo que muita gente confunde algumas áreas do Guarabu com o Jardim Carioca, como, por exemplo, o condomínio de casas Verde Morada.